# Ayşe Sineperver Sultan
Ayşe Sineperver Sultan (* 1761 in Bulgarien; † 11. Dezember 1828 in Istanbul) war Mutter des osmanischen Sultans Mustafa IV.
Sie wurde 1761 mit dem Namen Sonia in Bulgarien geboren. Später wurde sie eine der  Frauen  Abdülhamids I. (1725–1789) und Mutter des Prinzen Mustafa.
Nach der Thronbesteigung ihres Sohnes im Jahre 1807 wurde sie bis zu seiner Absetzung 1808 Valide Sultan im osmanischen Reich. Sie überlebte ihren Sohn um 20 Jahre und starb am 11. Dezember 1828.

## Kinder
- Esma Sultan (* 17. Juli 1778; † 9. Juni 1848)
- Mustafa IV. (* 8. September 1779; † 17. November 1808)